# Ӈ
Ӈ, ӈ или Н с ченгелче е буква от кирилицата. Обозначава звучната заднонебна носова съгласна /ŋ/ ([н͡г]). Използва се в евенския, хантийския, мансийския, ненецкия и килдинския саамски език.
Буквата Ӈ произлиза от кирилското Н, на което е добавено ченгелче. Аналогична е на друга кирилска буква — Ң.

## Кодове
| Буква  | Уникод |
| ------ | ------ |
| Главна | U+04C7 |
| Малка  | U+04C8 |

В други кодировки буквата Ӈ отсъства.